# Roland Ullmann (Designer)
Roland Ullmann (* 1948 in Offenbach am Main) ist ein deutscher Industriedesigner.

## Leben
Ullmann absolvierte eine Ausbildung als Elektrotechniker bei Siemens in Frankfurt und studierte dann an der Hochschule für Gestaltung Offenbach. 1972 holte ihn Dieter Rams zu Braun und dort entwarf er 1976 sein erstes Produkt, das in Serie ging. 1977 wurde er für Braun im Bereich Rasierer tätig, wo er unter anderem den Braun Micron Plus gestaltete. Insgesamt entwarf Ullmann mehr als 100 Rasierer, die es auch zur Marktreife brachten. Ullmann prägte ganz wesentlich das Bild vom modernen Herren-Rasierer. Dabei verfolgte er einen analytischen Ansatz unter Berücksichtigung organischer Formen sowie unter Einbeziehung von Elementen der klassischen Modernen. Mit dem Synchro System entwickelt Ullmann für Braun im Jahr 2000 den ersten selbstreinigenden Rasierer.

## Werk
Neben seiner Tätigkeit im Bereich Rasierer entwickelte er unter anderem gemeinsam mit Dieter Rams hunderte von anderen Produkte mit, die sich zwischenzeitlich weltweit millionenfach verkauften und auch Eingang in Kollektionen von Museen fanden.
Aus der Arbeit von Ullmann gingen über 130 Patente hervor sowie über 120 Einträge in der Datenbank Hague Express der WIPO.

## Preise
- Prster reis 3K-Ideenwettberwerb ausgelobt von Karl Kübel, 1971[12]
- Busse Longlife Design Award, 1987[13]
- g-Marke, Qualitätszeichen des MIT für außergewöhnliches Design, 1993[13]
- Produkt des Jahres, Gesamtverband Kuststoffverarbeitende Industrie, Sektion FVKK, 1993[13]
- First and Second Prize Design Competition ID Magazin, 1993[13]
- Third place Busse Longlife Award, 1993[13]
- Produkt des Jahres, Gesamtverband Kuststoffverarbeitende Industrie, Sektion FVKK, 2003[13]